# Jan Symonsz. Pynas
Jan Symonsz. Pynas est un peintre néerlandais né à Alkmaar vers 1582 inhumé le 27 décembre 1631 à Amsterdam, frère de Jacob Symonsz. Pynas.

Comme son frère, Jan Symonsz. Pynas fait partie d'un groupe d'artistes que l'on nomme les pré-rembranesques, c'est-à-dire les peintres avant Rembrandt, de sensibilité proche des débuts du maître :
- Pieter Lastman (1586-1633),
- Claes Cornelisz. Moyeart (1603-1660),
- François Venant (1591-1636),
- Jan Tengnagel (1584-1635).

## Œuvres
Tableaux
- Vers 1615, La Résurrection de Lazare, huile sur bois, 58 cm × 50.5 c, Philadelphie, The Philadelphia Museum of Art.